# 福徳 (私年号)
福徳（ふくとく）は室町時代に関東地方を中心とする東日本で主に使用された私年号。久保常晴の考証によれば、1490年を元年とする史料が多いが、1489年、1491年、1492年を元年とする史料も存在している。

## 西暦・干支との対照表
| 福徳       | 元年    | 2年     |
| 西暦       | 1490年  | 1491年  |
| 干支       | 庚戌    | 辛亥    |
| 日本公年号 | 延徳2年 | 延徳3年 |